# Rasova, Muntenegru
Rasova (chirilic: Расова) este un sat situat în partea de nord a statului Muntenegru. Aparține administrativ de comuna Žabljak.

## Demografie
|  |

| Demografie | Demografie | Demografie |
| An         | Locuitori  | Locuitori  |
| ---------- | ---------- | ---------- |
|            |            |            |
|            |            |            |
|            |            |            |
|            |            |            |
| 1948       | 133        |            |
| 1953       | 168        |            |
| 1961       | 156        |            |
| 1971       | 119        |            |
| 1981       | 127        |            |
| 1991       | 91         | 91         |
| 2003       | 61         | 60         |

| \| Componența etnică (2003)[2] \| Componența etnică (2003)[2] \| Componența etnică (2003)[2] \| Componența etnică (2003)[2] \| Componența etnică (2003)[2] \| \| --------------------------- \| --------------------------- \| --------------------------- \| --------------------------- \| --------------------------- \| \| \| \| \| \| \| \| Sârbi \| Sârbi \| \| 40 \| 66,66% \| \| Muntenegreni \| Muntenegreni \| \| 16 \| 26,66% \| \| necunoscută \| necunoscută \| \| 0 \| 0% \| |              |  |    |        |
| Componența etnică (2003) |              |  |    |        |
| |              |  |    |        |
| Sârbi | Sârbi        |  | 40 | 66,66% |
| Muntenegreni | Muntenegreni |  | 16 | 26,66% |
| necunoscută | necunoscută  |  | 0  | 0%     |